# Demonax subglobulicollis
Demonax subglobulicollis är en skalbaggsart som beskrevs av Maurice Pic 1935. Demonax subglobulicollis ingår i släktet Demonax och familjen långhorningar. Inga underarter finns listade i Catalogue of Life.